# Ulrike Steinsky
Ulrike Steinsky (* 21. September 1960 in Wien) ist eine österreichische Opernsängerin (Sopran) und Gesangspädagogin.

## Leben
Steinsky absolvierte ihr Gesangsstudium bei der Kammersängerin Hilde Zadek und Waldemar Kmentt. Sie schloss daran eine Ausbildung an der Opernschule des Konservatoriums der Stadt Wien an.
Seit 1982 wirkt Steinsky als Ensemblemitglied der Wiener Staatsoper und ist seit 1987 überdies in der Volksoper Wien engagiert. 1995 wurde sie zur Kammersängerin ernannt.
Seit 1992 bestreitet sie auch Konzerte mit klassischer Wienermusik auch in Deutschland.
Seit 2011 ist sie als Gesangslehrerin in Wien tätig. Am 3. Dezember 2012 wurde ihr von Bundespräsident Heinz Fischer der Berufstitel "Professorin" verliehen.
Sie ist mit dem Tenor Alois Haselbacher verheiratet, ihre 1956 geborene Schwester Eva ist ebenfalls eine Opernsängerin (Sopran). Weiters ist Ulrike Steinsky praktizierende Reikimeisterin.

## Aufnahmen (Auswahl)
- Berg: Lulu, mit Julia Migenes, Margarethe Bence, Ulrike Steinsky, Theo Adam; Dirigent: Lorin Maazel, Orchester der Wiener Staatsoper, Ariola, Live-Aufnahme 1983
- Mozart: Die Zauberflöte, mit Barbara Hendricks, June Anderson, Ulrike Steinsky, Jerry Hadley, Gottfried Hornik (Papageno), Robert Lloyd, Thomas Allen, Scottish Chamber Orchestra, Scottish Chamber Chorus, Dirigent: Sir Charles Mackerras (Telarc 1991)